# Cocoon (Film)
Cocoon ist ein Science-Fiction-Drama des Regisseurs Ron Howard aus dem Jahr 1985. Der Film wurde drei Jahre später mit Cocoon II – Die Rückkehr fortgesetzt.

## Handlung
Drei männliche Bewohner eines Altenheims entdecken, dass der Swimmingpool einer benachbarten Villa ein wahrer Jungbrunnen ist. Wer in dem Wasser planscht, fühlt sich danach körperlich vitaler. Einer der drei Männer, bei dem zuvor Krebs diagnostiziert wurde, bekommt nach dem Bad von seinem erstaunten Arzt bescheinigt, dass der bösartige Tumor verschwunden sei. Nachdem auch alle anderen Rentner hinter das Geheimnis des Pools gekommen sind, stürmen sie das Becken, wodurch der Pool seine lebenspendende Wirkung verliert: Unter Wasser liegen am Boden des Swimmingpools, der von Außerirdischen vom Planeten Antarea angelegt wurde, große felsenartige Kokons, in denen sich dünne weiße Aliens befinden. Mithilfe des energiereich aufgeladenen Poolwassers unternahmen die Außerirdischen den Versuch, ihre verpuppten Artgenossen, die seit dem Untergang von Atlantis auf dem Grund eines Meeres liegen und geborgen werden müssen, wieder zum Leben zu erwecken. Vor 10.000 Jahren, vor der ersten Bodendeformation, hatten die Außerirdischen eine Forschungsstation auf der Erde betrieben.
Das Verhalten der Menschen wird jedoch nicht etwa auf irgendeine Weise verurteilt, sondern der Anführer der Antareaner – selbst ein freundlicher Herr mittleren Alters – bietet ihnen nun an, mit auf sein Raumschiff zu kommen und fortan ewiges Leben zu genießen. Die alten und gebrechlichen Menschen sind hin- und hergerissen zwischen dem Angebot, fremde Galaxien kennenzulernen, und den Menschen, die sie auf Erden lieben und dafür zurücklassen müssen.

## Auszeichnungen
- Oscar, beste visuelle Effekte für Ken Ralston, Ralph McQuarrie, Scott Farrar und David Berry
- Oscar, bester Nebendarsteller für Don Ameche

## Kritiken
Der Film erhielt positive Kritiken. So zählte die Internetseite Rotten Tomatoes von 29 gewerteten professionellen Kritiken 23 positive, was einem Wert von 79 % entspricht. Allerdings wurde der Film vom breiten Publikum eher mit gemischten Reaktionen aufgenommen, denn gleichzeitig werteten 60 % der Zuschauer den Film positiv. Dies wiederum wird vom Onlinefilmarchiv IMDb, einer weiteren Plattform, auf der normale User ihre Filmkritiken abgeben können, tendenziell bestätigt, denn dort gaben 54.729 User dem Film durchschnittliche 6,7 von 10 möglichen Punkten. (Stand: 17. April 2020)

„In der Verbindung von wirklichkeitsnaher Beschreibung des Daseins alter Menschen mit einem fantastischen Science-Fiction-Thema erscheint der Film unausgewogen, liefert jedoch über weite Strecken komödiantisch ansprechende und sympathische Unterhaltung.“

„Anrührende, heitere und effektreiche Begegnung der Dritten Art und zugleich eine witzige Satire auf den Jugendwahn.“

## Veröffentlichung
Der Film kam am 21. Juni 1985 in die US-Kinos und konnte am Startwochenende bereits 7,9 Mio. US-Dollar seiner 17,5 Mio. US-Dollar Produktionskosten in 1140 Kinos wieder einspielen, womit er Rambo II – Der Auftrag auf Platz zwei und Die Goonies auf Platz drei der Kinocharts verweisen konnte. Insgesamt spielte der Film weltweit 85,3 Mio. US-Dollar ein. In der Bundesrepublik startete der Film am 24. Oktober 1985. In den 90er Jahren erschien der Film komplett auf Super 8. Diese Filmkopie wurde von der Firma Derann aus England herausgebracht. Die VHS wurde am 1. Juli 1990 veröffentlicht, während die DVD-Veröffentlichung am 5. September 2002 war. Da ProSiebenSat.1 Media die Fernsehausstrahlungsrechte besitzt, wurde der Film in den letzten Jahren häufig auf Kabel1 gezeigt.